# Usji, Armenien
Usji (armeniska: Ուշի) är en ort i Armenien. Den ligger i provinsen Aragatsotn, i den centrala delen av landet, 22 kilometer nordväst om huvudstaden Jerevan. Usji ligger 1 393 meter över havet och antalet invånare är 1 276.
Terrängen runt Usji är varierad, och sluttar söderut. Närmaste större samhälle är Asjtarak, 5,6 kilometer söder om Usji. 
Trakten runt Usji består i huvudsak av gräsmarker. Runt Ushi är det mycket tätbefolkat, med 3 895 invånare per kvadratkilometer.